# Impatiens vaniotiana
Impatiens vaniotiana är en balsaminväxtart som beskrevs av Leveille. Impatiens vaniotiana ingår i släktet balsaminer, och familjen balsaminväxter. Inga underarter finns listade i Catalogue of Life.